# Cornelius (musiker)

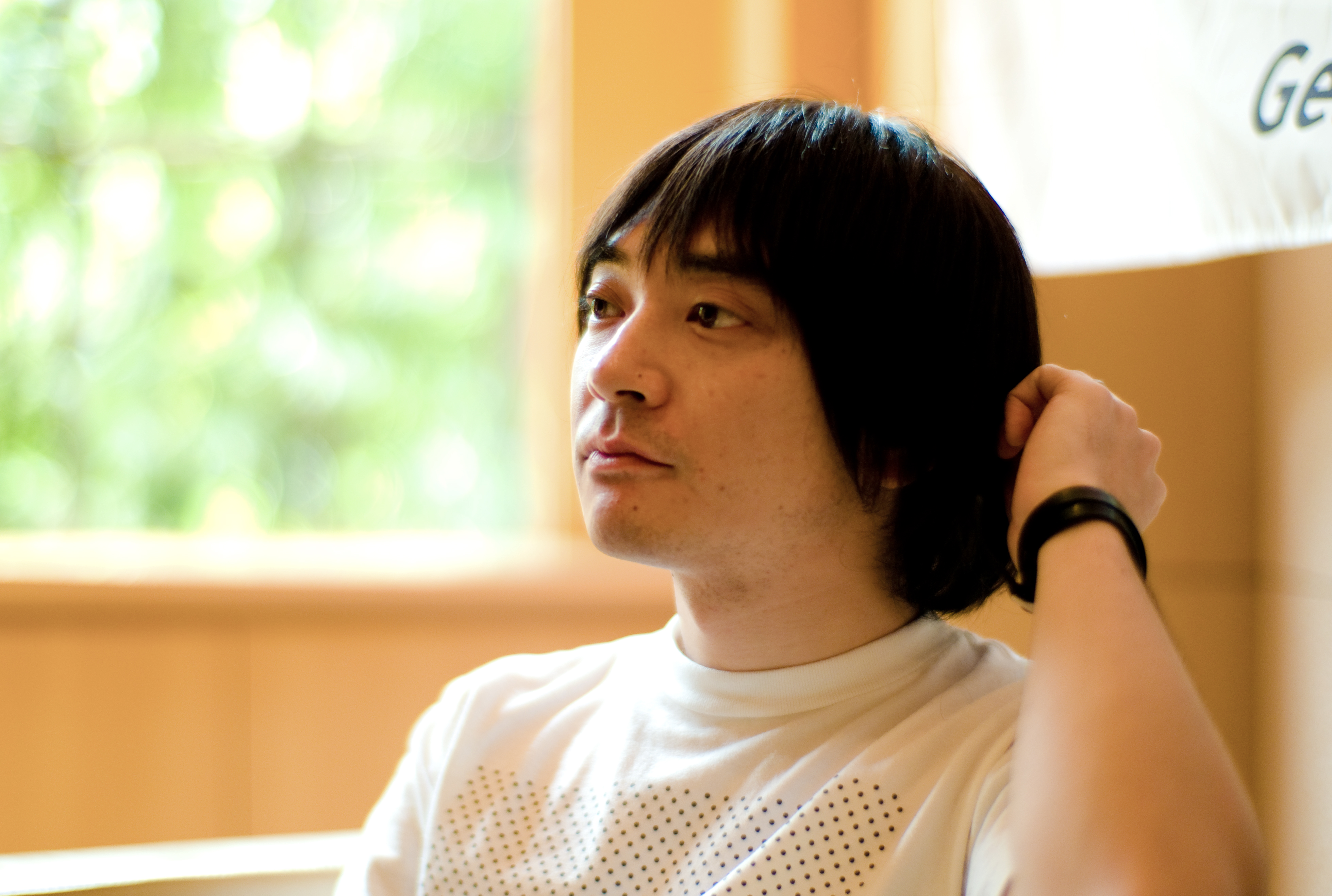
Cornelius 2007.

Oyamada Keigo (小山田圭吾), mer känd under artistnamnet Cornelius, född 27 januari 1969 i Tokyo, är en japansk musikartist och -producent.

## Biografi
Oyamadas tidigast uppmärksammade engagemang var med Ozawa Kenji i popduon Flipper's Guitar, som blev en av nyckelgrupperna i kategorin shibuya-kei. Parallellt med artistframgångarna startade de två det inflytelserika skivbolaget Trattoria, som kom att sätta japansk pop på världskartan. Efter upplösningen av Flipper's Guitar 1991 startade Oyamada en framgångsrik solokarriär som Cornelius. Sitt alias valde han efter den sympatiska schimpansen, en av rollfigurerna från filmerna om Apornas planet.
Oyamada gifte sig 2000 med musikern och samarbetspartnern Takako Minekawa och de har en son, Mario.
Cornelius' musikstil har skaffat honom epitetet Japans Beck. Men han medger influenser även från The Beach Boys, The Jesus and Mary Chain och Primal Scream, med flera.

## Diskografi

### Album
- The First Question Award (1994)
- 69/96 (1995)
- 96/69 (1996), remix LP från 69/96
- Fantasma (1997)
- CM (1998), Cornelius' artistremix bidrag till FM
- FM (1998), olika artistremixer av Fantasma
- Point (2001)
- CM2 (2003), en samling Cornelius remixer
- PM (2003), olika artisters remixer av Point
- Sensuous (25 oktober 2006)
- CM3 (2009), en samling Cornelius remixer

### EP
- Holidays in the Sun (1993)
- Cornelius Works 1999 (1999), sällsynt CD-R promo från 3-D Corp. Ltd. (Japan)

### Singlar
- The Sun Is My Enemy (1993)
- Perfect Rainbow (1993)
- (you can't always get) what you want (1994)
- Moon Light Story (1994)
- Moon Walk (1995), enbart kassett
- Star Fruits (1997)
- Surf Rider (1997)
- Star Fruits Surf Rider (1997)
- Freefall (1997), Storbritannien
- Chapter 8 (1997), Storbritannien
- Point of View Point (2001)
- Drop (2001)
- Music (23 augusti 2006)
- Breezin' (27 september 2006)

### DVD/VHS
- EUS (2000), liveuppträdande
- Five Point One (2003), ett dvd-paket med musikvideor och PM

Sången "Wataridori 2" kan laddas ned via Creative Commons CD